# Rhodesiella brimleyi
Rhodesiella brimleyi är en tvåvingeart som beskrevs av Curtis W. Sabrosky 1947. Rhodesiella brimleyi ingår i släktet Rhodesiella och familjen fritflugor. Inga underarter finns listade i Catalogue of Life.